# کانی دوور
کانی دوور (انگلیسی: Connie Dover؛ زادهٔ ) یک خواننده اهل ایالات متحده آمریکا است.